# Rijksweg 65
Rijksweg 65 is een rijksweg in Nederland, die de A2 ter hoogte van 's-Hertogenbosch verbindt met Tilburg. De weg begint bij Knooppunt Vught als autosnelweg en verandert bij Vught-Centrum in de N65. De N65 kent een zevental kruispunten met verkeerslichten, waarvan er drie binnen de bebouwde kom van Vught liggen. Bij de afslag Berkel-Enschot verandert de hoofdweg in de autosnelweg A65. Bij knooppunt De Baars gaat de A65 samen met de A58. Rijksweg 65 is een van de kortste rijkswegen in Noord-Brabant.

## Geschiedenis
De rijksweg 65 bestond al als doorgaande weg en in 1955 werd het besluit genomen om de weg te verdubbelen naar 2x2 rijstroken. Een uitbouw naar autosnelweg werd niet noodzakelijk geacht. In 1959 en 1960 werd de N65 met 2x2 rijstroken geopend. In 1964 opende het snelwegdeel door Vught, waarbij het knooppunt Vught, dat in 1995 werd omgebouwd tot zijn huidige vorm. In het rijkswegenplan van 1968 was voorzien in een doortrekking van rijksweg 65 naar de Belgische grens, ten westen van Goirle. Deze weg was tot circa 2003 bekend als N630. Ten oosten van Goirle is rekening gehouden met een verbindingsweg tussen de grensovergang en knooppunt De Baars. In juni 2020 is het viaduct over de Bosscheweg vernoemd naar de op 12 juli 2007 tijdens de Task Force Uruzgan omgekomen eerste luitenant bij de Koninklijke Landmacht Tom Krist.

## Toekomst
Er zijn plannen om de N65 op te waarderen door de gelijkvloerse kruispunten om te bouwen tot ongelijkvloerse kruisingen. Voormalig minister Eurlings heeft in 2009 toezeggingen gedaan met betrekking tot de financiering van de ombouw tot autosnelweg. Het plan was om in 2023 te beginnen met de ombouw. Als eerste zou men bij Vught beginnen met de bouw van een verdiepte ligging. Op hetzelfde moment zou men ter hoogte van restaurant "In Het Groene Woud" tussen Helvoirt en Vught beginnen met de bouw van een ongelijkvloerse kruising. Voor deze reconstructie werden in 2020 twee bestemmingsplannen vastgesteld. In de beroepsprocedure vernietigde de Raad van State op 21 december 2022 beide bestemmingsplannen. Diverse beroepen werden gegrond verklaard. De betrokken overheden bezinnen zich op de gevolgen van deze uitspraak.

## Maximumsnelheid en aantal rijstroken
| Plaats                              | Maximumsnelheid | Aantal rijstroken | Opmerkingen           |
| ----------------------------------- | --------------- | ----------------- | --------------------- |
| Knooppunt De Baars - Heukelom       | 130             | ↑2                | 100 km/h tussen 6-19h |
| Berkel-Enschot - Knooppunt De Baars | 130             | ↓2                | 100 km/h tussen 6-19h |
| Heukelom - Berkel-Enschot           | 100             | ↑2                |                       |
| Berkel-Enschot - Vught-zuid         | 80              | ↓2 ↑2             |                       |
| Vught-zuid - Vught-centrum          | 70              | ↓2 ↑2             |                       |
| Vught-centrum - Knooppunt Vught     | 100             | ↓2 ↑2             |                       |